# Oberbekleidung

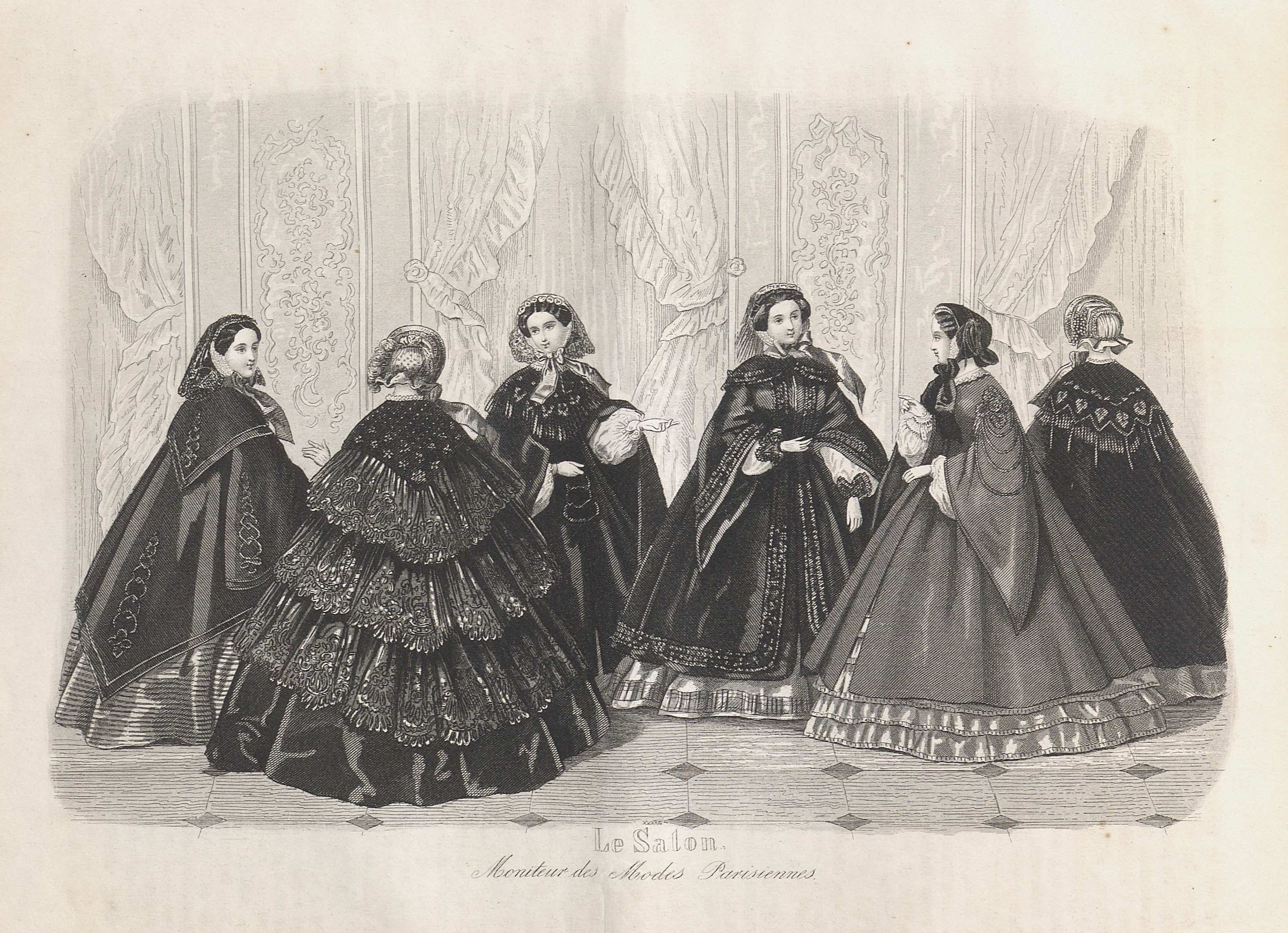
Damenoberbekleidung (Indoor), 1895

Oberbekleidung, auch Oberkleidung genannt, in der Textilbranche auch englisch Outerwear, ist der Sammelbegriff für die über der Wäsche und den Miederwaren außen zu tragende Kleidungsstücke. Dies gilt für im Haus (Indoor-Kleidung) oder im Freien (Outdoor-Kleidung) zu tragende Kleidung, für Damen, Herren und Kinder.
Diese Kleidungsstücke können unter anderem sein: Anzug, Bluse, Hemd, Hose, Jacke, Jeanswear, Kleid, Kostüm, Mantel, Pullover, Rock, Sakko, Shirt, Regenbekleidung, Berufskleidung, Uniformen, Fitness-Kleidung, Freizeitkleidung, Legerbekleidung, Activwear, Casualwear, Sportswear, Streetswear, Lederbekleidung und Pelzbekleidung.

## Geschichte
Die Bekleidungsindustrie hat ihre Ursprünge in der Herstellung von Oberbekleidung. Noch heute ist diese Sparte dort der wichtigste Bereich, vor der Wäscheherstellung. Ein wesentlicher Grund dafür ist, dass die Oberbekleidung erheblich mehr dem modischen Wandel unterliegt als die übrige Kleidung.